# Carilefus (Saint-Calais)

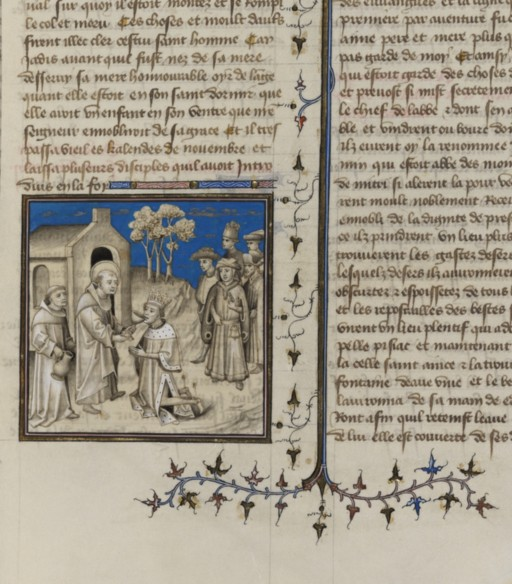
Begegnung zwischen dem Einsiedler Carilefus und König Childebert I. im Wald von Anisole; Buchillustration, um 1455

Der heilige Carilefus (auch Areleffus, Arileff, Carilephus, Karilef(us); französisch Calais; † um 540 oder um 590) war Abt und Gründer eines Klosters im heutigen Saint-Calais, einer Gemeinde im Département Sarthe in der französischen Region Pays de la Loire. Er wird in der römisch-katholischen Kirche als Heiliger verehrt. Sein Gedenktag ist der 1. Juli.

## Leben
Carilefus wuchs in der Auvergne in einer vornehmen Familie auf. Er wurde in der ehemaligen Abtei Saint-Ménelée in Menat im Département Puy-de-Dôme erzogen und später als Mönch in die Ordensgemeinschaft aufgenommen. Nach einigen Jahren verließ er mit dem heiligen Avitus das Kloster und trat mit ihm in das Kloster Saint-Mesmin de Micy ein, das heute zur Gemeinde Saint-Pryvé-Saint-Mesmin im Département Loiret gehört. Dort wurden die beiden zu Priestern geweiht. Auch dieses Kloster verließen sie bald wieder und begaben sich in die damalige Provinz Le Perche, wo sich ihre Wege trennten. Carilefus reiste mit zwei treuen Begleitern weiter, um in einer einsamen Gegend am Ufer des Anille als Einsiedler zu leben. Dort gründete er, da sich ihm weitere Jünger angeschlossen hatten, die Abtei Anisole, wofür er vom Merowingerkönig Childebert I. Land geschenkt bekommen hatte. Der Ort, der um das Kloster entstand, wurde später nach dem heiligen Carilefus Saint-Calais benannt.

## Reliquien
Die Gebeine des Heiligen werden in der Kirche Notre-Dame in Saint-Calais aufbewahrt. Dort wird auch ein aus zwei Teilen bestehender, mit Jagdszenen bestickter Seidenstoff aus dem 6. oder 7. Jahrhundert sasanidischer oder byzantinischer Herkunft als Leichentuch des Heiligen verehrt. In diesen Stoff gehüllt sollen die Mönche der Abtei Anisole im 9. Jahrhundert die sterblichen Überreste ihres Klostergründers auf der Flucht vor den Normannen nach Blois in Sicherheit gebracht haben, wo sie später in der Kapelle Saint-Calais des Schlosses von Blois aufbewahrt wurden. Im 17. und 18. Jahrhundert wurden die Gebeine wieder nach Saint-Calais zurücküberführt.

## Patrozinien
- Die Kapelle Saint-Calais im Schloss von Blois ist nach dem heiligen Carilefus benannt.